# Корелићи
Корелићи су село у хрватском делу Истре. Налазе се на територији општине Церовље и према попису из 2001. године имају 67 становника.